# 過海隧道巴士976線
過海隧道巴士976線是香港一條過海巴士路線，由城巴有限公司營辦，於2021年4月26日投入服務，來往落馬洲（新田）及西灣河。976線離開新田後，先途經新田公路前往壆圍、沙埔村及高埔村，然後取道三號幹線前往上環、中環，再經中環及灣仔繞道往返北角、鰂魚涌及太古城。976線設下特別班次路線976A，來往落馬洲（新田）及小西灣（藍灣半島），服務範圍覆蓋976線未有途經的筲箕灣及柴灣。976及976A線均只於星期一至五上、下午繁忙時間分別提供去程及回程服務，全程收費皆為$27.6。

## 歷史
為配合元朗站、峻巒、高埔村及錦上路站一帶的發展，運輸署在《2017－2018年度巴士路線計劃》中建議開辦一條新巴士路線，於星期一至五（公眾假期除外）上午繁忙時間由元朗站開出兩班前往鰂魚涌（英皇道），並決定以招標形式挑選合適的巴士公司營辦新路線。根據計劃，新路線離開元朗站後會先繞經錦繡交匯處以南的一段新潭路、祠堂村一段錦上路和錦上路站，然後駛進大欖隧道及西區海底隧道，於港島區則途經中環、灣仔及炮台山。相關建議於元朗區議會討論期間，有議員認為由元朗站已有其他路線選擇，乘客未必會於該處乘搭新路線，並認為新路線走線迂迴，加劇錦綉迴旋處及新潭路的擠塞，要求精簡定線不入錦上路站。因此運輸署在同年8月向元朗區議會呈交的修訂建議，把新路線首站設於新潭路南行近沙埔村。
因應區議會及地區人士意見，並配合中環及灣仔繞道於2019年落成啟用，運輸署於《2019－2020年度巴士路線計劃》中修改上述方案，新路線來往元朗（新田）及西灣河（太安街），途經新田公路、錦繡交匯處以南的一段新潭路／青山公路－潭尾段及錦田公路後，經大欖隧道、西區海底隧道及中環及灣仔繞道往返北角及鰂魚涌，回程亦途經中環，於星期一至五上、下午繁忙時間分別提供兩班去程及一班回程服務，同以招標形式挑選合適的巴士公司營辦新路線，預計於2020年投入服務。雖然有區議員建議擴大新路線在東區的服務範圍，惟運輸署認為新路線以主要服務繁忙時間往返新界西及鰂魚涌的乘客，建議行車路線已能滿足乘客需求。
2021年3月，運輸署把此路線的專營權批予城巴，原預計於同月29日開辦，最終要延遲至同年4月26日才投入服務，編號為「976」，並增至來回各開四班車。為陸重其事，城巴在此路線開辦當日假新田公共運輸交匯處舉行啟航儀式，巴士公司安排外籍高層、營運部總經理龔樹人和負責駕駛頭班車的策劃部經理黃漢中參與切燒豬形狀的蛋糕，遭城巴創辦人李日新批評忽略中國傳統及過度節省金錢。然而在同年7月26日起，此路線便調整班次至對開三班，起初城巴聲稱為暑假期間的臨時措施，但此安排於暑假過後一直延續，至2022年6月27日改為永久實施。
976線開辦初期，只有往落馬洲（新田）方向途經中環，去程的乘客無法乘坐此路線前往中環一帶，未能切合乘客的通勤需求。為提升新田及沙埔村一帶往來港島的過海巴士服務網絡，城巴及運輸署於《2022－2023年度巴士路線計劃》內，建議976線往港島方向在離開西區海底隧道後，加停中環（港澳碼頭）巴士總站，才駛往中環及灣仔繞道，來回程同時改經糖水道出入東區走廊，以配合北角站一帶乘客需求；來回方向其中一個班次更獲建議依修訂後的976線走線行走至英皇道後，改經筲箕灣道、柴灣道及小西灣道延長至小西灣（藍灣半島），並獨立編號為「976A」。相關建議獲區議會通過後，於2022年8月8日起實施，976線當日起往西灣河方向於中環（港澳碼頭）巴士總站、渣華道近琴行街及電照街增設分站，往新田方向則於英皇道近健威花園及琴行街新增分站；同時調整服務時間：往西灣河方向之班次服務時間調整為06:30、07:20及07:50，往落馬洲（新田）方向之班次服務時間調整為18:10、18:40及19:10；976A線亦於當日起投入服務，落馬洲（新田）開出時間為星期一至五07:00，由小西灣（藍灣半島）開出時間為星期一至五17:30。
於《2023－2024年度巴士路線計劃》中，城巴及運輸署指出976及976A線上午繁忙時間往港島東方向途經上環，而下午繁忙時間往落馬洲（新田）方向則途經中環，因來回方向服務範圍不同而容易令乘客混淆，故建議兩線往港島東方向繞經中環，於干諾道中後改經統一碼頭道、民吉街、民祥街及龍和道返回中環及灣仔繞道原有路線；往落馬洲（新田）方向則繞經上環，於干諾道中後改經干諾道西地面路段前往西區海底隧道。相關建議獲區議會通過後，於2023年7月31日起實施，976及976A線於當日起往港島東方向加停統一碼頭道近海港政府大樓及民祥街近國際金融中心商場，所有班次亦提早5分鐘開出；往落馬洲（新田）方向則加停干諾道中近租庇利街及永安中心。

## 服務時間及班次
976線每個方向於星期一至五繁忙時間在固定時間開出3班常規班次，星期六、日及公眾假期不設服務，列表如下：
| 落馬洲（新田）開 | 西灣河開 |
| ---------------- | -------- |
| 06:25            | 18:10    |
| 07:15            | 18:40    |
| 07:45            | 19:10    |

976A線每個方向於星期一至五繁忙時間在固定時間開出一班常規班次，星期六、日及公眾假期不設服務，列表如下：
| 落馬洲（新田）開 | 小西灣（藍灣半島）開 |
| ---------------- | -------------------- |
| 06:55            | 17:30                |

## 收費
976及976A線全程收費為$27.6，均設12歲以下小童及65歲或以上長者半價優惠設12歲以下小童及65歲或以上長者半價優惠。60歲－64歲香港居民、65歲或以上長者與合資格殘疾人士如以指定八達通繳付兩線的車資，可享有長者及合資格殘疾人士公共交通票價優惠計劃提供的$2票價優惠。乘客登車時需以現金或八達通卡繳付車資，不設找贖；而每位成人乘客可免費帶同最多兩名四歲以下而且不佔座位的兒童乘車。此外，乘客亦可使用指定電子支付工具繳付車資，使用此支付方式的乘客可享有與其他城巴獨營路線或聯營線城巴班次之轉乘優惠，惟不適用於與非城巴路線之轉乘優惠，乘客亦不能享有「公共交通費用補貼計劃」及「長者及合資格殘疾人士公共交通票價優惠計劃」。
976及976A線沿途單向分段收費如下：
| 上車地點＼落車地點     | 西灣河／ 小西灣（藍灣半島） | 落馬洲（新田） |
| ---------------------- | --------------------------- | -------------- |
| 西區海底隧道巴士轉乘站 | $13.0                       | $19.6          |
| 中環（港澳碼頭）起     | $10.7                       | 不適用         |
| 琴行街起               | $5.7                        |                |
| 大欖隧道巴士轉乘站     | 不適用                      | $12.4          |
| 高埔村起               | $6.8                        |                |

## 用車
根據《2023－2024年度巴士路線計劃》，976線使用3輛雙層巴士行走（其中一輛由過海隧道巴士952P線抽調），976A線則使用一輛雙層巴士行走，主要用車為Enviro500 MMC 12米（8547－8567）、其12.8米版本（6460－6499、6700－6701）。這批巴士皆配備歐盟六型環保引擎、電子穩定控制系統、車速限制減速控制裝置和雙輪椅停泊位，以及全數座椅皆設有安全帶。

## 行車路線
976線由落馬洲（新田）開出的班次途經青山公路－新田段、新田交匯處、新田公路、新潭路、青山公路－潭尾段、凹頭交匯處、錦田公路、迴旋處、錦田公路、青朗公路、青衣西北交匯處、長青公路、長青隧道、青葵公路、西九龍公路、西區海底隧道、干諾道西、中環（港澳碼頭）巴士總站、干諾道中、民吉街、統一碼頭道、民吉街、民祥街、龍和道、中環及灣仔繞道、東區走廊、糖水道、渣華道、英皇道、筲箕灣道、太康街、鯉景道及太安街前往西灣河；由西灣河開出的班次途經：太安街、筲箕灣道、英皇道、康山道、英皇道、糖水道、東區走廊、中環及灣仔繞道、會議道、分域碼頭街、夏慤道、干諾道中、干諾道西、西區海底隧道、西九龍公路、青葵公路、長青隧道、長青公路、青衣西北交匯處、青朗公路、錦田公路、凹頭交匯處、青山公路－潭尾段、新田公路、新田交匯處及青山公路－新田段前往落馬洲（新田），具體停站請參考資訊框。
976A線為976線特別班次，由落馬洲（新田）開出的班次途經青山公路－新田段、新田交匯處、新田公路、新潭路、青山公路－潭尾段、凹頭交匯處、錦田公路、迴旋處、錦田公路、青朗公路、青衣西北交匯處、長青公路、長青隧道、青葵公路、西九龍公路、西區海底隧道、干諾道西、中環（港澳碼頭）巴士總站、干諾道中、民吉街、統一碼頭道、民吉街、民祥街、龍和道、中環及灣仔繞道、東區走廊、糖水道、渣華道、英皇道、筲箕灣道、柴灣道及小西灣道前往小西灣（藍灣半島）；由小西灣（藍灣半島）開出的班次途經小西灣道、柴灣道、筲箕灣道、英皇道、康山道、英皇道、糖水道、東區走廊、中環及灣仔繞道、會議道、分域碼頭街、夏慤道、干諾道中、干諾道西、西區海底隧道、西九龍公路、青葵公路、長青隧道、長青公路、青衣西北交匯處、青朗公路、錦田公路、凹頭交匯處、青山公路－潭尾段、新田公路、新田交匯處及青山公路－新田段前往落馬洲（新田），具體停站請參考資訊框。

## 使用狀況
976線在新界區的服務範圍僅屬鄉郊地帶，客量一般，開辦不足三個月便需要臨時減班。根據《2022－2023年度巴士路線計劃》，976線最繁忙一小時內的載客率為26%；而在《2023－2024年度巴士路線計劃》中，976線最繁忙一小時內的載客率為49%，976A線最繁忙一小時內的載客率則為27%。

## 特別服務
976及976A線除了常規服務外，亦設有特別服務路線176R、976R及976S。
過海隧道巴士176R線於2023年4月14日起首次提供服務，當時在中環海濱活動空間指定大型活動完結後由中環（天星碼頭）開往落馬洲（新田），同年7月21日起增設香港書展「夜書市」期間由港灣道香港會議展覽中心舊翼對面開往落馬洲（新田）的服務。2024年起不再提供中環海濱指定大型活動散場後之服務，相關服務由976R線取代。176R線由灣仔開出後，即取道紅磡海底隧道、西九龍走廊、荃灣路、屯門公路及大欖隧道不停站直達大欖隧道收費廣場，再依976線相同走線至新田。
過海隧道巴士976R線於2024年2月3日起首次提供服務，在香港大球場指定大型活動完結後由銅鑼灣（摩頓台）單向開往落馬洲（新田）。同年4月30日起增設中環海濱指定大型活動散場後由中環（天星碼頭）開往落馬洲（新田）服務。976R線由中環／銅鑼灣開出後，即不停站直達西區海底隧道巴士轉乘站，再依976線相同走線至新田。
過海隧道巴士976S線於2024年2月9日起首次提供服務，來往銅鑼灣（摩頓台）及落馬洲（新田）。開辦976S線的原因，是因為香港在2024年元旦恢復舉辦跨年倒數煙花匯演，但有大批內地旅客在觀賞煙花匯演後因邊境口岸配套不足而滯留香港，引起社會關注。香港特區政府在元旦凌晨過境旅客混亂發生後，即和深圳當局商討在大型節日及長假期期間延長個別陸路口岸旅檢通關時間的安排。政府其後宣佈在農曆新年期間加強通往皇崗口岸的公共交通服務，城巴遂計劃於農曆新年假期期間增設過海路線「976S」，往返新田至銅鑼灣，方便農曆新年假期期間需要於深宵往返深港兩地的市民及過境旅客。976S線於2月9日起投入服務直至2月12日，由銅鑼灣（摩頓台）開出後途經灣仔、金鐘、中環、上環後駛上三號幹線，再依976線相同走線至新田。2025年起，976S線增設元旦日由銅鑼灣（摩頓台）單向開往落馬洲（新田）之服務，同年8月則增設香港大球場指定大型活動散場服務。